# Laticoleus unicolor
Laticoleus unicolor är en stekelart som först beskrevs av Gyöö Viktor Szépligeti 1908.  Laticoleus unicolor ingår i släktet Laticoleus och familjen brokparasitsteklar. Inga underarter finns listade i Catalogue of Life.